# Aeródromo de La Cumplida
El aeródromo de La Cumplida (OACI: MNMT) es un aeródromo público nicaragüense que sirve al pueblo de La Cumplida, en el departamento de Matagalpa, Nicaragua.
El aeródromo está ubicado en una cuenca con terreno en inclinación en todos los cuadrantes. En dirección oeste, hay una cordillera cercana. El terreno más bajo alrededor del aeródromo se encuentra en la zona oriental de la pista de aterrizaje.
El VOR-DME de Managua (Ident: MGA) está localizado a 100 kilómetros al sur-suroeste del aeródromo.